# پابزرگ ملوکی
پابزرگ ملوکی (نام علمی: Eulipoa wallacei) نام یک گونه از تیره مرغ پابزرگ است.